# Estação Volokolamskaia
Volokolamskaia (em russo:  Волоколамская) é uma das estações da linha Arbatsko-Pokrovskaia (Linha 3) do Metro de Moscovo, na Rússia. Estação «Volokolamskaia» está localizada entre as estações «Mitino» e «Miakinino».